# Olive Schreiner
Olive Emilie Albertina Schreiner (Wittebergen, 24 marzo 1855 – Città del Capo, 11 dicembre 1920) è stata una scrittrice sudafricana, fondamentale per lo sviluppo della letteratura anglofona nel suo Paese. Pacifista, fu molto attiva nella lotta contro il razzismo e nella lotta a favore dei diritti delle donne.

## Biografia
Olive Schreiner fu la nona dei dodici figli di Gottlob Schreiner, missionario metodista tedesco, e Rebecca Lyndall, inglese. Di famiglia povera, si educò da autodidatta leggendo la Bibbia, John Bunyan e gli scritti di autori quali R.W. Emerson, J.S. Mill, G. Eliot e J.W. Goethe. Fu attraverso queste letture che Schreiner sviluppò idee opposte a quelle che le erano state inculcate dalla famiglia e abbandonò qualsiasi pratica religiosa.

Tra il 1874 e il 1881 lavorò come governante di alcune famiglie che abitavano nel karoo (la grande distesa arida e semidesertica del Sudafrica occidentale che sarà lo sfondo di molti suoi romanzi); nel tempo libero leggeva Darwin, Spencer e Comte. Intanto la famiglia, provata dall'estrema povertà e dalla morte di una delle figlie, si era disgregata. Durante la New Rush, Schreiner si trovava proprio a Kimberley e fu testimone di quella febbrile e disperata corsa ai diamanti. In quello stesso periodo cominciò a scrivere diari e abbozzi di romanzi: Undine e From Man to Man, pubblicati postumi, furono scritti nella sua adolescenza.

Nel 1881 la volontà di continuare a studiare la portò a Londra per frequentare medicina, ma lo stato di salute cagionevole a causa dell'asma cronica di cui soffriva fin da bambina rese impossibile il progetto e così si dedicò interamente alla scrittura. The Story of an African Farm, il romanzo pubblicato nel 1883 con lo pseudonimo di Ralph Iron, le diede subito grande notorietà. Schreiner rivelò la sua vera identità con la seconda edizione del 1891. A Londra frequentò l'ambiente intellettuale e divenne amica di Eleanor Marx, Edward Carpenter, Havelock Ellis. Ma l'asma peggiorava e Schreiner rientrò in Sudafrica per godere dell'aria secca del karoo e si stabilì a Matjiesfontein. William, suo fratello e futuro primo ministro della Colonia del Capo, le fece conoscere Cecil John Rhodes, figura di spicco durante la New Rush. Tuttavia le convinzioni imperialistiche di Rhodes si scontrarono con i principi di Schreiner e la loro amicizia terminò dopo un anno. In un'epoca che avrebbe visto il consolidarsi del razzismo con l'avvento dell'apartheid, Schreiner difese i diritti dei più poveri e degli oppressi anche attraverso due importanti scritti: Trooper Peter Halket of Mashonaland (1897), una denuncia di Rhodes e del razzismo bianco, e An English-South African View of the Situation (1899), contro la guerra anglo-boera.
Il 24 febbraio 1894 sposò Samuel Cronwright, che la incoraggiò sempre nella sua carriera di scrittrice. Sfortunatamente la loro prima figlia morì poche ore dopo essere venuta al mondo e Schreiner, che rivisse il dolore provato per la scomparsa della sorella, non si riebbe dalla perdita.

Nei primi anni del Novecento si batté per i diritti dei neri, degli ebrei e delle donne e lavorò a Letter on the Jews (1906) e Woman and Labour (1911), un testo fondamentale del femminismo. Nel 1913 partì sola per l'Inghilterra e trascorse gli anni della prima guerra mondiale a Londra. In condizioni di salute sempre più gravi rientrò a Città del Capo, dove morì l'11 dicembre 1920, lasciando molti scritti incompiuti. Chiese di essere sepolta accanto alla figlia nel karoo.

## Opere
The Story of an African Farm (Storia di una fattoria africana, 1883) è considerato dalla critica letteraria l'opera inaugurale della letteratura sudafricana in lingua inglese. Dedicato all'amica Mary Brown, la donna che aveva aiutato Schreiner ad arrivare in Inghilterra, fu pubblicato a Londra nel 1883 con lo pseudonimo di Ralph Iron. Il nome è un omaggio al filosofo ottocentesco Ralph Waldo Emerson, noto per le sue idee riguardanti l'etica individuale basata sulla fiducia in sé stessi; Iron, invece, è un riferimento alla gabbia di ferro contro la quale si infrangeranno i sogni e le aspirazioni dei due protagonisti, troppo moderni per il mondo in cui vivono.

Il romanzo, che affronta il tema della condizione della donna nella società coloniale ottocentesca, fu salutato con entusiasmo non solo dalla critica femminista, ma anche dal resto della critica, che apprezzò la sua audacia compositiva e la sua modernità stilistica. Il romanzo illustra quello che i critici chiamarono la “discontinuità dell'esperienza coloniale”: la mescolanza di generi, la trama senza forma e la mancanza di carattere sono tutti indicativi di un mondo inconsistente e instabile abitato sia da invasori sia da indigeni spodestati dalla loro terra e dalla loro cultura. Per quanto riguarda l'aspetto socio-antropologico invece, il mondo descritto da Schreiner ha ancora un punto di vista coloniale.

La particolarità del libro viene ben rappresentata dal titolo stesso, dove compare la parola "African", cosa piuttosto insolita per quel periodo. Il titolo induce a pensare a paesaggi esotici, safari, cacciatori e avventure, ovvero all'Africa dell'immaginario collettivo inglese. Tuttavia è sufficiente una lettura dei primi due capitoli per rendersi conto che non è così: i personaggi sono europei, boeri e tedeschi per la precisione, e i cafri, abitanti del luogo, non sono che ombre nel romanzo, appaiono come soprammobili, non parlano e non compiono gesti significativi.
The Story of an African Farm è ambientato nel karoo e il libro offre descrizioni accurate del paesaggio; inoltre l'uso di alcune parole olandesi, l'inversione sintattica e i colloquialismi in afrikaans di Tant' Sannie ed Em aiutano a catturare i ritmi dell'accento non inglese.

Nonostante i fatti narrati abbiano luogo tra la metà e la fine dell'Ottocento, la prima guerra boera non viene menzionata; ci sono solo alcune allusioni. È difficile riuscire a riassumere la trama del romanzo, in quanto la narrazione è minima ed è usata solo come sfondo per i numerosi temi affrontati. Ad ogni modo è possibile dividere il libro in tre parti. Nella prima vengono introdotti i personaggi, in particolare i protagonisti Waldo, Em e Lyndall, tre bambini che vivono in una fattoria nel karoo. Waldo è cristiano; la sua devozione deriva dal padre Otto, il gentile fattore di origini tedesche. Con il procedere della narrazione Waldo è sempre più deluso dalla fede: la sua crisi è causata da una serie di eventi traumatici e dal crescente interesse per le opere filosofiche. Lyndall è una libera pensatrice per nulla attratta dalla religione. È interessata solo alla condizione femminile nella sua epoca. Costantemente alla ricerca dell'emancipazione, si sente frustrata dalla scarsità di scelte che la vita le offre, perché appartenente al sesso femminile. È scettica di natura, una bambina indipendente e determinata che non esita a disobbedire agli adulti qualora non ritenga che meritino rispetto. Impossibile, a questo punto, non notare i molti tratti in comune con la stessa autrice. Em, figliastra di Tant' Sannie e cugina di Lyndall, è una bambina allegra e cordiale ma spesso ingenua. Il suo personaggio è in forte contrasto con quelli di Waldo e Lyndall, in quanto Em si accontenta di credere a tutto ciò che le viene detto dagli adulti. Spesso diventa il capro espiatorio degli atteggiamenti ribelli di Lyndall.

La seconda parte è dedicata prevalentemente a Waldo, al suo passaggio dall'infanzia all'adolescenza. L'uso frequente di pronomi plurali indica che l'autrice include sé stessa nella narrazione. Nella terza parte invece, si narra la vita dei tre protagonisti in età adulta. Anche qui l'attenzione è incentrata su Waldo e Lyndall. Entrambi abbandonano la fattoria e viaggiano in diverse zone del Sudafrica: Waldo va nella sua città natale, Grahamstown, mentre Lyndall va a Bloemfontein e poi nel Transvaal.

Con The Story of an African Farm Schreiner mette fine agli idilli romantici per fare esplodere le tensioni che caratterizzano la sua epoca. Da vera innovatrice diventa un esempio per Doris Lessing e Nadine Gordimer.
La produzione letteraria di Schreiner è influenzata dall'ambiente coloniale. Nei suoi primi romanzi emerge il costante senso di emarginazione dell'autrice: si sente straniera in Africa ed emigrata in Inghilterra. Se in The Story of an African Farm sono presenti le idee di appartenenza e sradicamento, desiderio e frustrazione, l'ambientazione inglese di Undine (il primo romanzo, pubblicato postumo nel 1928) riflette l'isolamento dalla metropoli e l'impossibilità di trovare nella cultura locale uno spunto utile per le storie che Schreiner vuole raccontare. Inoltre Undine presenta alcuni aspetti riconducibili al femminismo, in particolare per quanto riguarda le riflessioni sulla necessità che una donna diventi uomo per avere un ruolo nella società. La posizione della donna durante il colonialismo, a cui viene permessa più libertà ma che viene obbligata a sostenere la famiglia, è un altro tema ricorrente nelle opere di Schreiner. Anche in From Man to Man (un romanzo mai terminato ma pubblicato postumo nel 1926) è presente una componente femminista. Qui il personaggio di Bertie viene sedotto e abbandonato dal suo precettore inglese, metafora della terra colonizzata.

Tutti i romanzi di Schreiner contengono passaggi allegorici; sono state pubblicate anche alcune raccolte di allegorie come Dreams (Sogni, 2008), Dream Life and Real Life (1893) e la raccolta postuma Stories, Dreams and Allegories (1932). L'autrice combina l'interesse per il misticismo e la scienza, in particolare le teorie dell'evoluzione, con i suoi ideali politici e le idee sperimentali sulle forme letterarie. Sia lo stile sia il contenuto esprimono la critica a un sistema basato su coppie di opposizioni come “razionalità” ed “emozioni”, “pubblico” e “privato”, una critica che rispecchia la sua ferma convinzione nell'esistenza di una radice comune.

Con il suo quarto romanzo Trooper Peter Halket of Mashonaland (1897) l'autrice unisce l'allegoria all'impegno politico. Restando su un piano allegorico prende posizione, attraverso riferimenti piuttosto espliciti, contro le ingiustizie perpetrate da Cecil John Rhodes e dalla sua Chartered Company sulle popolazioni indigene della Rhodesia, l'odierno Zimbabwe.
L'avvicinarsi della guerra anglo-boera spinge Schreiner a scrivere An English South African's View of the Situation (1899) con il preciso intento di attirare l'attenzione britannica sull'inutilità della guerra per evitarla.
L'impegno politico di Schreiner traspare anche dalla raccolta di articoli Thoughts on South Africa (pubblicata postuma nel 1923), che denuncia la segregazione razziale e la discriminazione degli indigeni nella colonia.
In seguito Schreiner, con Woman and Labour (1911), ritorna su temi di natura femminista dando vita all'opera che sarebbe stata definita in seguito come “la Bibbia del movimento femminista”. Qui esprime la sua idea di parassitismo sessuale nei confronti delle donne bianche, escluse dal mondo dell'istruzione e del lavoro, che esistono solo come partner sessuali dei loro uomini. Le donne nere, invece, vengono considerate come simbolo di maternità, nel ruolo più naturale della donna.

## Opere principali
- The Story of an African Farm, Chapman and Hall, London, 1883
- Dreams, T. Fisher Unwin, London, 1890
- Dream Life and Real Life, T.Fisher Unwin, London, 1893
- Trooper Peter Halket of Mashonaland,B. Tauchnitz, Leipzig, 1897
- An English South African Woman's View of the Situation, Hodder & Stoughton, 1899
- A Letter on the Jew, 1906
- Closer Union: a Letter on South African Union and the Principles of Government, 1909
- Woman and Labour, B.Tauchnitz, Leipzig, 1911
- Thoughts on South Africa, T. Fisher Unwin, London, postumo, 1923
- Stories, Dreams and Allegories, Frederick A. Stokes, New York, postumo, 1923
- From Man to Man or Perhaps Only, Harper & Brothers, postumo, 1926
- Undine,Harper, London, New York, postumo, 1928

## Edizioni italiane
- Schreiner O., Storia di una fattoria africana, traduzione di Riccardo Duranti, Giunti, Firenze, 1986.
- Schreiner O., Preludio, traduzione di Riccardo Duranti, Empiria, Roma, 1987.
- Schreiner O., 1899, traduzione di Annalisa Oboe, Il Lavoro, Roma, 1988.
- Schreiner O., Sogni, traduzione di Renata Lo Iacono, Galaad, Giulianova, 2008.
- Schreiner O., La rosa di una donna, trad. e a cura di Enrico De Luca, Caravaggio Editore ("Frammenti d'autore"), Vasto, 2020.